# Hyndla Regio
Pour les articles homonymes, voir Hyndla.
Hyndla Regio est une région homogène située sur Vénus dans le quadrangle de Devana Chasma. Elle a été nommée en référence à Hyndla, géante nordique du bois.